# Coenosia nigritarsis
Coenosia nigritarsis este o specie de muște din genul Coenosia, familia Muscidae. A fost descrisă pentru prima dată de Stein în anul 1898. Conform Catalogue of Life specia Coenosia nigritarsis nu are subspecii cunoscute.